# Покровка (Курманаевский район)
Покровка  — село в Курманаевском районе Оренбургской области Российской Федерации. Административный центр Покровского сельсовета.

## География
Село находится в западной части Оренбургской области, в пределах Восточно-Европейской равнины, в степной зоне,  на берегах реки Тананык, на расстоянии примерно 40 километров (по прямой) к юго-западу от села Курманаевки, административного центра района.

### Климат
Климат характеризуется как резко континентальный, засушливый, с морозной зимой и жарким летом. Среднегодовая температура составляет 3,5 °C. Средняя температура воздуха самого тёплого месяца (июля) — 21 — 21,5 °C (абсолютный максимум — 38 °C); самого холодного (января) — −14,5 °C (абсолютный минимум — −42 °C). Среднегодовое количество атмосферных осадков составляет 300—400 мм..

## История
В Списке населённых мест 1859 года — казённая деревня 2-го стана Бузулукского уезда Самарской губернии, при речке Тананык, в 70 верстах от уездного города и 60 верстах от становой квартиры, со 139 дворами и 1337 жителями (665 мужчин, 672 женщины).

## Население
| 2010 |
| ---- |
| 249  |

## Инфраструктура
Личное подсобное хозяйство с зоной сельскохозяйственного использования, индивидуальная застройка усадебного типа.
Покровская основная общеобразовательная школа.

## Транспорт
Автобусное сообщение с райцентром. Остановка общественного транспорта «Покровка». 